# Castelo Brodie

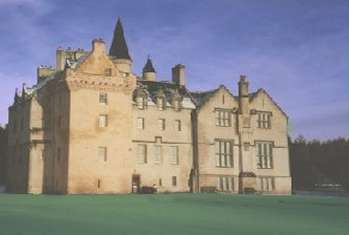
Castelo Brodie, Escócia.

O Castelo Brodie localiza-se próximo a Forres na região de Moray, na Escócia.